# Universidade do Oriente (Cuba)
A Universidade do Oriente ou UO (em espanhol, Universidad de Oriente) é uma universidade localizada na cidade de Santiago de Cuba, em Cuba. Fundada no ano de 1947, ela tem origens em um seminário religioso, atualmente conta com 13 faculdades e nos demais polos de educação espalhados pela província de Santiago de Cuba.

## História
A origem desta instituição foi o colégio seminário católico San Basilio el Magno (em português ''São Basílio Magno), criado em 1722.
Ela foi fundada pelo Governo Cubano em 10 de outubro de 1947, durante a presidência de Ramón Grau San Martin.
Durante o governo do ditador Fulgencio Batista a partir de 1956, a Universidade também se tornou um dos principais centros de atividade oposicionista. Batista fechou a universidade em novembro de 1956, sendo a mesma reaberta com o triunfo da revolução liderada por Fidel Castro e Che Guevara.
Em 3 de janeiro de 1959, a Biblioteca da Universidade do Oriente foi o cenário para a constituição do Governo Provisório Revolucionário implantado pela Revolução Cubana.

## Organização
A Universidade do Oriente é constituída por 13 faculdades, distribuídas por 3 campi e 8 centros de pesquisa em diferentes campos do conhecimento, como direito, ciências, sociologia entre outros.

## Alunos e professores de destaque
- José Antonio Portuondo Valdor
- Hebert Pérez Concepción
- Elba Rosa Pérez Montoya
- María Nelsa Trincado Fontán
- Miguel Ángel Matute Peña
- Olga Portuondo Zúñiga
- Joel James Figuerola
- Francisco Prat Puig
- Frank País
- Enrique Marañón Reyes

## Ligações Externas
- Sítio oficial da Universidade do Oriente (em castelhano)